# Karol Szymanowski
Karol Maciej Korwin-Szymanowski (Tymoszówka, 6 de outubro de 1882 – Lausana, 29 de março de 1937) foi um compositor e pianista polonês.

## Vida
Szymanowski nasceu em Tymoszówka (então parte do Império da Rússia, actualmente na região de Tcherkássi na Ucrânia) no seio de uma abastada família szlachta (nobre) polaca, proprietária de grandes latifúndios. Estudou música com o seu pai antes de ingressar em 1892 na Escola de Música Elizavetgrad de Gustav Neuhaus. A partir de 1901, frequentou o Conservatório Nacional de Varsóvia, de que mais tarde seria diretor a partir de 1926 até se retirar em 1930. Limitado profissionalmente pelas poucas oportunidades proporcionadas por uma Polónia ocupada pelos russos, Szymanowski viajou profusamente pela Europa, Norte de África, Médio Oriente e Estados Unidos. As suas viagens, especialmente pela zona do Mediterrâneo, serviram-lhe de fonte de inspiração como compositor e esteta.
Os frutos destas viagens incluíram não apenas obras musicais, mas ainda diversa poesia e o seu romance Efebos, sobre o amor grego, que foi parcialmente perdido num fogo em 1939. O capítulo central foi traduzido para russo e oferecido, em 1919, a Boris Kochno, um bailarino, brevemente seu amante, então com 15 anos. Referindo-se ao seu romance, Szymanowski disse: "Nele exprimi muito, talvez tudo o que tenho a dizer sobre o assunto, que é para mim muito importante e muito bonito". Szymanowski dedicou também ao jovem bailarino alguns poemas de amor em francês, entre os quais Ganymède, Baedecker, N'importe, e Vagabond.

Villa Atma, casa de Karol Szymanowski em Zakopane.

Szymanowski manteve abundante correspondência com o pianista Jan Smeterlin, tendo sido um grande patrocinador das suas obras para piano. A sua correspondência foi publicada em 1969 pela Allegro Press.
Aos 47 anos de idade, os médicos aconselharam Szymanowski, já padecendo de tuberculose, a mudar-se para o clima frio e austero das montanhas Tatra, em Zakopane.
Foi aí que entre 1930 e 1935, o compositor escreveu várias peças importantes, entre as quais a sua Sinfonia n.º 4, o ballet Harnassie e o Concerto para Violino n.º 2.
Em Villa Atma, a casa de Szymanowski em Zakopane, ainda se pode ver o escritório reconstruído do compositor, onde figuram fotos de Artur Rubinstein e de Serge Lifar, o bailarino que foi o protagonista da estreia de Harnassie em Paris, e amante de Szymanowski aos 16 anos.
A tuberculose acabaria por causar a morte a Szymanowski, num sanatório de Lausanne, na Suíça.

## Compositor
Estudou piano com Henrich Neuhaus. Em seguida, recebeu instrução de Zawirski e Noskowski, nas disciplinas de harmonia, contraponto e composição. Suas composições foram apresentadas por grandes intérpretes, entre eles o violinista Pawel Kochanski e o pianista Artur Rubinstein. Sua ópera "Rei Roger" (1924) é um de seus maiores sucessos. Compôs dois Concertos para Violino e Orquestra, quatro sinfonias, música de câmara, canções e várias obras para piano. A sua Sonata nº 2 para piano, Opus 21, é de 1911, e teve sua primeira execução pública realizada por Artur Rubinstein.

Szymanowski é autor também de Metópes e Mirtis, peças para piano que revelam influência de Debussy. Suas vinte mazurkas, Opus 50, são obras escritas numa linguagem moderna e em nada se assemelham às de Chopin. Entre seus quatro Estudos para piano, Opus 4, o terceiro é provavelmente uma de suas mais belas criações.